# Садчиков, Николай Иванович
Никола́й Ива́нович Са́дчиков (20 марта 1946, Москва — 23 декабря 2015, Москва) — советский и российский дипломат. Чрезвычайный и полномочный посол (2003).

## Биография
В 1969 году окончил Московский государственный институт международных отношений МИД СССР. Владел французским, английским и арабским языками.
С 1972 года на дипломатической службе. Работал в центральном аппарате МИД и за рубежом — в Секретариате ООН, постоянном представительстве СССР при ООН и в Посольстве в Великобритании.
- В 1990—1995 годах — заместитель постоянного представителя СССР, России при Международной морской организации.
- 1995—1997 годах — заместитель директора Департамента консульской службы МИД России.
- В 1997—1999 годах — генеральный консул России в г. Нью-Йорке (США).
- С июня по август 1999 года — и. о. директора Департамента консульской службы МИД России.
- С августа 1999 по июнь 2001 года — директор Департамента консульской службы МИД России, член Коллегии МИД России.
- С 31 мая 2001 по 5 августа 2005 года — чрезвычайный и полномочный посол Российской Федерации в Швеции[1][2].
- С 26 августа 2005 по 31 мая 2010 года — представитель Российской Федерации при Ватикане и при Суверенном Мальтийском Ордене по совместительству[3][4].
- С 31 мая 2010 по 11 января 2013 года — чрезвычайный и полномочный посол Российской Федерации в Ватикане и представитель Российской Федерации при Суверенном Мальтийском Ордене по совместительству[4][5].

Похоронен на Троекуровском кладбище (участок 16).

## Дипломатический ранг
- Чрезвычайный и полномочный посланник 2 класса (18 июля 1995)[6].
- Чрезвычайный и полномочный посланник 1 класса (2 июня 1998)[7].
- Чрезвычайный и полномочный посол (20 сентября 2003)[8].

## Награды
- Медаль «В память 850-летия Москвы»
- Почётный работник Министерства иностранных дел Российской Федерации
- Орден Почёта (30 мая 2006) — за заслуги в реализации внешнеполитического курса Российской Федерации и многолетнюю плодотворную работу[9].
- Заслуженный работник дипломатической службы Российской Федерации (29 июня 2013) — за большой вклад в реализацию внешнеполитического курса Российской Федерации и многолетнюю добросовестную работу[10].